# Sun Records
Sun Records este o casă de discuri americană fondată în anul 1952.